# Lemunda

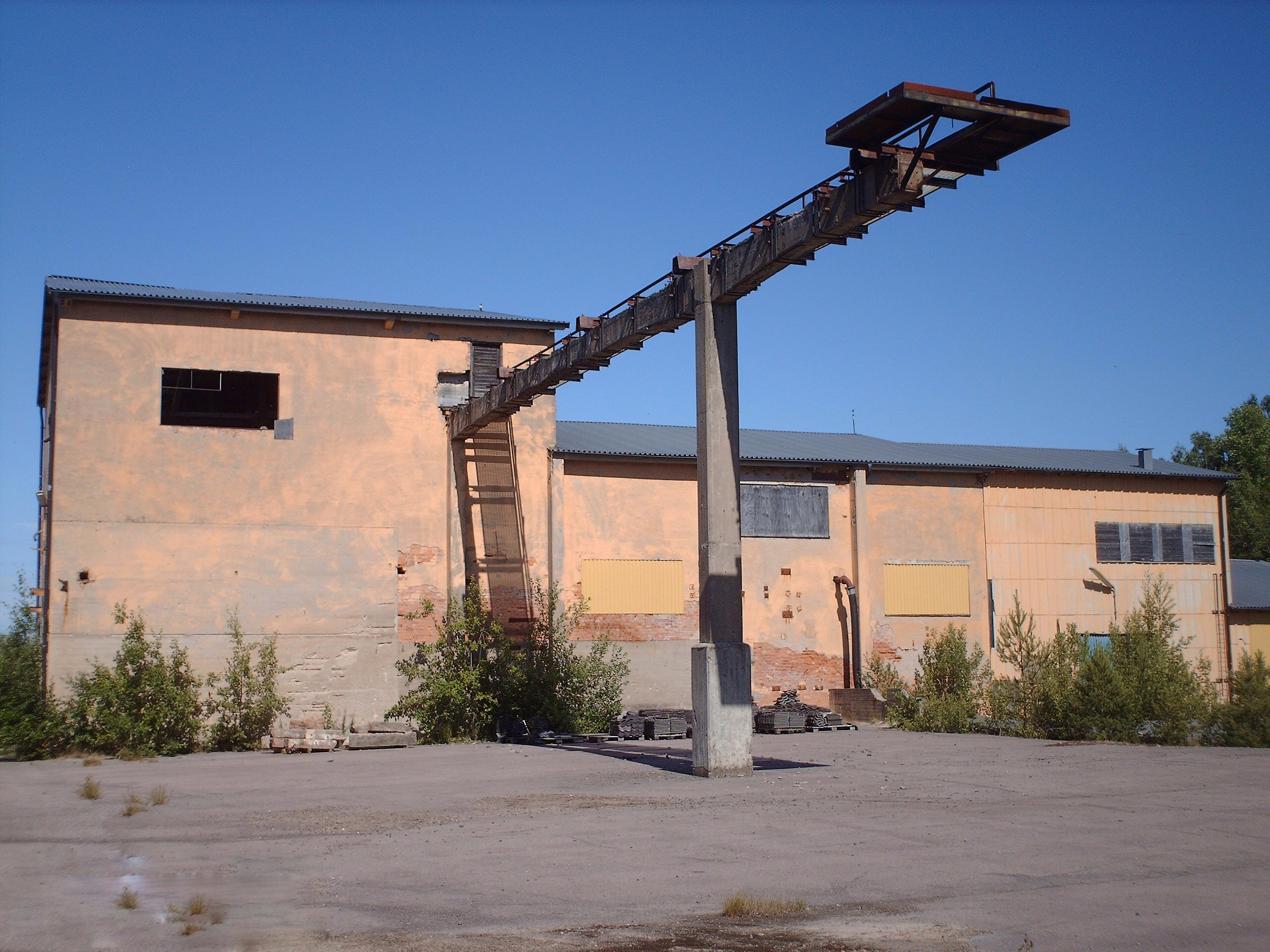
Byggnad vid Lemunda sandstensbrott 2008.

Lemunda är en by i Västra Ny socken och Motala kommun, Östergötland,  13 km nordväst om Motala, två kilometer väster om Övralid och 300 m från Vätterns strand (Lemundaviken). Byn består av ett tiotal hus. 
"Lemunda Starka Wiljors IF" uppstod den 4 november 1980 som en sammanslagning mellan Motalaklubbarna "Lemunda" och "Starka Wiljors IF". I folkmun blev detta LSW IF, och detta är numera föreningens officiella namn. Föreningen har idag (2019) ett herrlag och 13 ungdomslag. Klubben huserar i de lägre divisionerna (nerflyttade till division 5 2018), men har som bäst varit uppe i division 3 (till och med säsongen 2011).
I Lemunda har vätternsandsten brutits sedan 1600-talet och på 1800-talet grundades AB Lemunda sandstensbrott (strax väster om Lemunda by). Inriktningen gick med tiden över till produktion av specialsand och verksamheten upphörde i mitten av 1900-talet.